# Nakajima B5N
Nakajima B5N (яп. 中島 B5N) - серійний палубний  торпедоносець та бомбардувальник Імперського флоту Японії періоду Другої світової війни.
Кодова назва союзників — «Кейт» (англ. Kate).

## Історія створення
Технічне завдання «9-Shi» на створення палубного торпедоносця та горизонтального бомбардувальника для заміни невдалого Yokosuka B3Y було сформульоване в 1934 році. В дуже короткі терміни було флотським арсеналом було виготовлено Yokosuka B4Y, який формально задовільняв вимогам, але розглядався як тимчасова заміна, бо був застарілим порівняно з палубним винищувачем Mitsubishi A5M, який перебував на фінальних стадіях розробки. Тому вже в 1935 році була сформульована специфікація «10-Shi», в якій був закладений дизайн одномоторного моноплана. Новий торпедоносець мав мати розмах крил менше 16 м (в складеному варіанті - менше 7.5 метрів); могти нести одну 800 кг торпеду або схоже бомбове навантаження; максимальну швидкість в 330 км/год; нормальну тривалість польоту - 4 години і використовувати двигун Nakajima Hikari або Mitsubishi Kinsei.
В конкурсі взяли участь дві фірми - Mitsubishi і Nakajima. Конструкторський відділ останньої, який мав займатись проектом з заводською назвою «Тип K», очолив Кацуджі Накамура. Для літака була вибрана конфігурація низькоплана зі складним гідравлічним шасі. Крила могли складатись несиметрично вверх, тобто кінці крил перехрещувались над кабіною. Сам літак, порівняно з крилами, був короткий, що б поміщатись на ліфти авіаносців. Також в конструкції літака було використано сучасні, на той час, рішення - гвинт з змінним кроком, а також закрилки Фовлера. Перший прототип було завершено в грудні 1936, а перший політ відбувся у січні 1937 року. Прототип мав встановлений дев'яти циліндровий двигун з повітряним охолодженням Nakajima Hikari 2. В результаті тестових польотів було виявлено проблему з гідравлічною системою шасі, але літак зміг розвинути швидкість в 370 км/год, що значно перевищувало специфікації. Проблему з шасі було вирішено, але флот вважав що це може ускладнити експлуатацію літака, тому на другому прототипі гідравлічне шасі і закрилки Фовлера були змінені на звичайні. Також було встановлено новіший двигун Nakajima Hikari 3 потужністю 840 к.с., але з гвинтом зі сталим кроком. Саме в такій модифікації проект з кодовою назвою B5N1, переміг конкурента Mitsubishi B5M. Через побоювання флоту, щодо складності експлуатації, в серійне виробництво було запущено обидві машини.
В листопаді 1937 року B5N1 був офіційно прийнятий на озброєння під назвою «Палубний бомбардувальник Тип 97 модель 11» і вже того ж року почав надходити у війська. Озброєння складалось тільки з одного 7.7 мм кулемету «Тип 92» в турелі. Окрім пілота і стрільця-радиста, третім членом екіпажу був бомбардир-спостерігач, який відповідав за точність бомбометання.

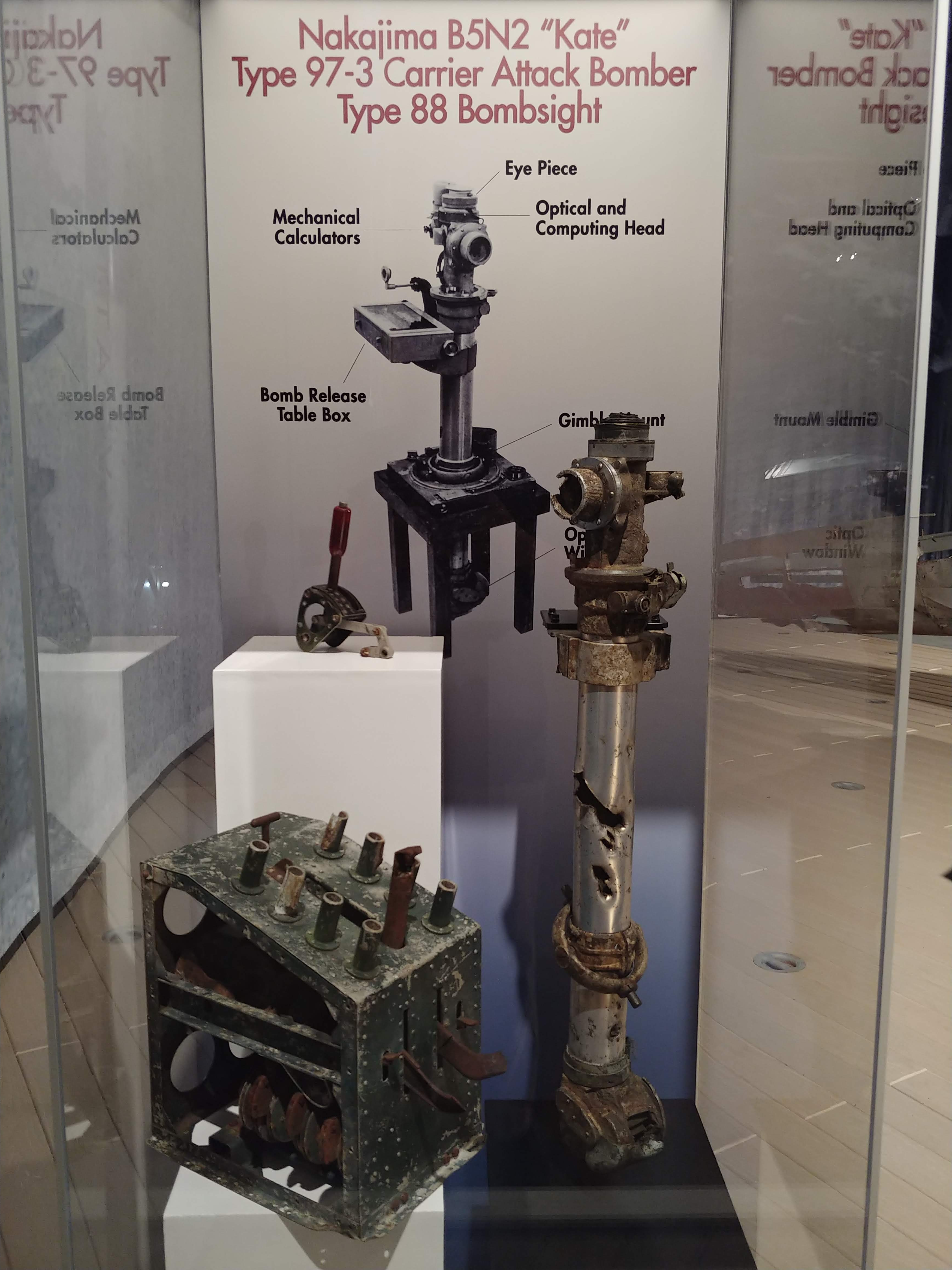
Бомбовий приціл, пристрій ручного скидання бомб і важіль запуску торпеди B5N2.

З початком експлуатації продовжувались роботи з покращення характеристик B5N1, хоча жодних критичних недоліків виявлено не було, і в січні 1939 року з'явилась нова модель B5N2 («Палубний бомбардувальник Тип 97 модель 12»), оснащена дворядним радіальним двигуном з повітряним охолодженням Nakajima Sakae 11 потужністю 1000 к.с. Цей двигун мав менші розміри, і тому інженерам вдалось зменшити капот, що покращило огляд. На гвинт було встановлено характерний обтічний наконечник, що ще трохи зменшило опір, а також покращило охолодження.Швидкість зросла не надто сильно, але новий двигун був надійніший, і тому нову модель прийняли на озброєння. В 1941 році моделі B5N2 почали замінювати попередню модифікацію в частинах першої лінії. Частину B5N1 було перероблено в навчальний варіант, що отримав позначення B5N1-K.
На момент початку війни на Тихому океані B5N був найкращим палубним торпедоносцем у світі. Він був швидший та ефективніший за аналогічні літаки противника - американського Douglas TBD Devastator та англійського Fairey Swordfish. Літак використовувався в частинах першої лінії до літа 1944 року, коли його було замінено B6N, потім був переведений на виконання допоміжних задач - патрулювання та морської розвідки. 
Для розвідки на деякі моделі літаків встановлювали радар, здатний пеленгувати наводні цілі, антени якого тягнулись через ціле крило і фюзеляж, а для пошуку субмарин використовувався магнітний шукач Джітанчікі.
Загалом за період 1936-1943 рр. було виготовлено 1149 B5N всіх модифікацій.

## Бойове використання

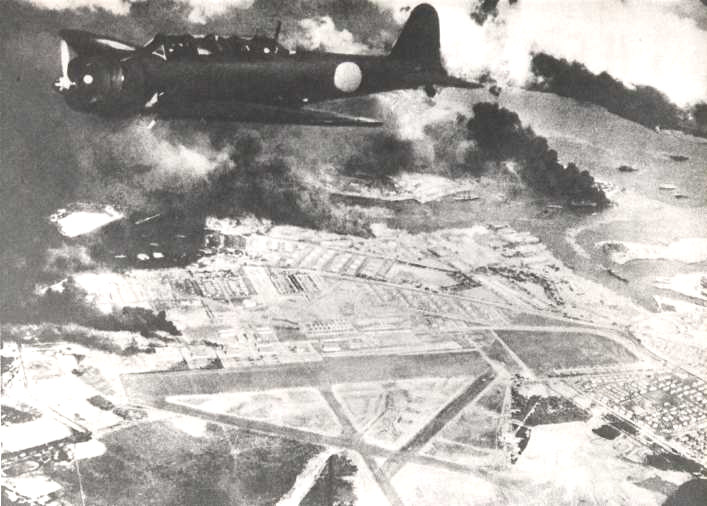
Nakajima B5N2 над Перл-Гарбором

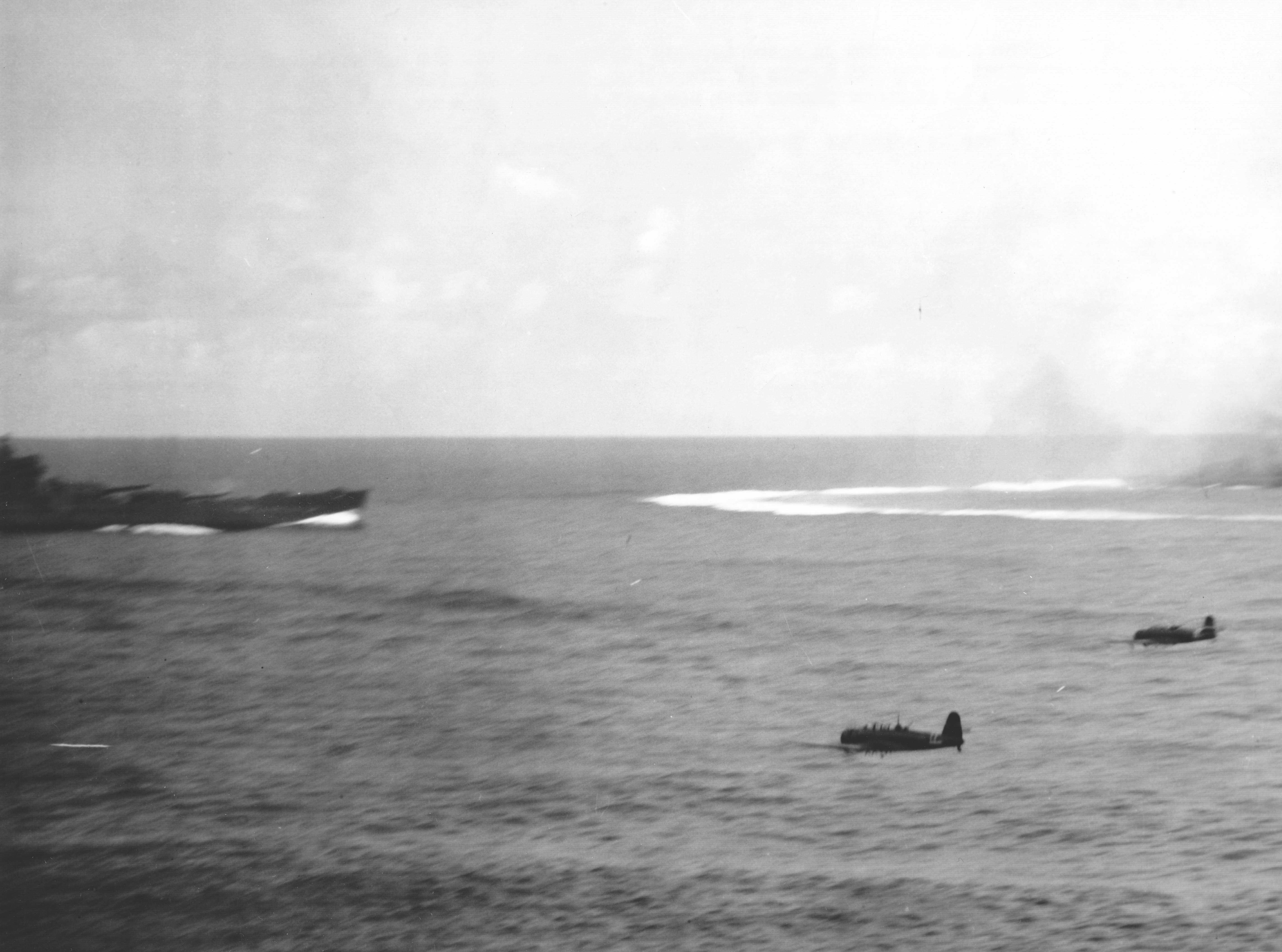
B5N2 в бою біля островів Санта-Крус. На фоні USS South Dakota (BB-57)

Вперше B5N1 був задіяний під час Японсько-китайської війни, де діяв як сухопутний бомбардувальник. Першим авіазагоном оснащеним цим літаком став 12-й, який вже 13 вересня 1940 року взяв участь в бомбардуваннях Чунціну не зазнавши втрат.  Але наступний бойовий досвід виявив недоліки літака, що були в основному пов'язані з відсутністю захисту та паливними баками. Прагнучи зберегти високі якості літака, флот не хотів посилювати бронювання, яке б призвело до збільшення ваги. Натомість, було вирішено оснастити літак потужнішим двигуном для збільшення швидкості, що давало б змогу утікати від ворожих винищувачів. Так з'явилась модифікація B5N2, оснащена потужнішим двигуном. Хоча слабкі сторони не були усунуті, ця модифікація почала замінювати B5N1.
Станом на 7 грудня 1941 року на озброєнні флоту перебувало 202 B5N, здебільшого новішої модифікації B5N2. Саме 144 B5N2 взяли участь у нападі на Перл-Гарбор, зокрема на B5N летів Міцуо Фучіда, керівник атаки. Перша хвиля включала 50 літаків B5N, озброєних бомбами та 40 B5N, озброєних торпедами. У другій хвилі було 54 B5N, що діяли як бомбардувальники. Зафіксовано 30 % влучань у торпедоносців та 27 % влучань у бомбардувальників. Всього в Перл-Гарборі було втрачено 5 літаків B5N.
Також у цей день 18 B5N2 з борту авіаносця «Рюдзьо» завдали ударів по Мінданао, а згодом підтримували десант. 22 грудня B5N2 бомбили острів Вейк. Надалі вони використовувались в операціях по захопленню Нової Британії, Нової Ірландії, а також в атаках на Нову Гвінею і Порт-Дарвін.
У квітні 1942 року японський флот здійснив рейд в Індійський океан, де палубною авіацією було здійснено нальоти на Коломбо і Тринкомалі. 8 травня 1942 року 8 торпедоносців B5N брали участь в ударі по американському флоту в битві у Кораловому морі. Вони добились 2 попадань торпед в авіаносець «Лексінгтон».
В битві за Мідвей літаки B5N брали участь у бомбовому ударі по атолу. В повітря було піднято 36 літаків B5N з авіаносців «Хірю» та «Сорю». Під час американської атаки на авіаносці «Акаґі» та «Каґа» було знищено 36 B5N, що стояли на палубі. 10 торпедоносців B5N під командуванням лейтенанта Томонага брали участь у другому нальоті на авіаносець «Йорктаун» та досягли 2 точних влучань.
В жовтні 1942 року B5N використовувались в бою біля островів Санта-Крус, де атакували американський флот двома хвилями - 18 торпедоносців з «Дзуйкаку» та 12 торпедоносців з «Сьокаку». Вони досягли попадання двома торпедами в авіаносець «Хорнет». Пізніше група з 9 B5N  атакувала авіаносець «Ентерпрайз» та завдала йому важких ушкоджень трьома торпедами.
Фактично, з початку 1943 року літаки B5N перестали використовуватись як палубна авіація та були переведені в Рабаул і на інші берегові бази. На бортах авіаносців їх замінили на B6N «Tenzan».
В лютому 1943 року B5N прикривали евакуацію японських військ з Гуадалканалу, а надалі їх основною задачею стало перешкоджання висадкам американського десанту. 30 червня 1943 року B5N з Рабаулу атакували висадку американців на Нову Джорджію, 15 серпня - острів Велья-Лавелья. В цих атаках було втрачено велику кількість літаків, тому в вересні в Рабаул було перекинено ще 40 B5N. 5 листопада 1943 року японська база на Рабаулі була атакована американською палубною авіацією і на пошук авіаносців було відправлено 18 B5N, і хоча пілоти доповідали про знищення одного авіаносця, жодного попадання торпедою не було.
7 літаків B5N взяли участь в бою біля острова Трук 17-18 лютого 1944 року. Їм вдалось наблизитись до американської ескадри та добитись одного влучання в авіаносець «Інтерпід», після чого авіаносець був змушений піти у Сан-Франциско для ремонту.
20 червня 1944 року під час битви у Філіппінському морі флот мав 12 літаків B5N. Після битви всі літаки, які залишились, були виведені зі стройових частин та використовувались як навчальні літаки або для патрулювання. Декілька машин використовувались як літаки-камікадзе під час битви за Окінаву.
Близько 20 B5N в складі 553-го авіазагону і авіазагону «Хокуто» дислокувались на Хокайдо та Курильських островах. 10 серпня 1945 року вони бомбили цілі на Камчатці, а 18 серпня чотирьом B5N2 вдалось потопити радянський тральщик. Це була остання операція B5N у Другій світовій війні.

## Тактико-технічні характеристики

Nakajima B5N1

### Технічні характеристики
|                         | B5N1                        | B5N2                        |
| ----------------------- | --------------------------- | --------------------------- |
| Екіпаж                  | 3 особи                     | 3 особи                     |
| Довжина                 | 10.3 м                      | 10.3 м                      |
| Висота                  | 3.7 м                       | 3.7 м                       |
| Розмах крил             | 15.52 м                     | 15.52 м                     |
| Площа крил              | 37.7 м²                     | 37.7 м²                     |
| Маса пустого            | 2 106 кг                    | 2 279 кг                    |
| Маса спорядженого       | 3 700 кг                    | 3 800 кг                    |
| Максимальна злітна маса | 4 015 кг                    | 4 100 кг                    |
| Навантаження на крило   | 98.1 кг/м²                  | 100.8 кг/м²                 |
| Двигуни                 | Nakajima Hikari 3           | Nakajima NK1B Sakae 11      |
| Потужність              | 840 к. с.                   | 1000 к. с.                  |
| Питома потужність       | 4.8 кг/к.с.                 | 3.8 кг/к.с.                 |
| Максимальна швидкість   | 370 км/г (на висоті 2000 м) | 380 км/г (на висоті 3200 м) |
| Крейсерська швидкість   | 255 км/г                    | 260 км/г                    |
| Практична дальність     | 1 100 км                    | 980 км                      |
| Максимальна дальність   | 2 260 км                    | 1 990 км                    |
| Практична стеля         | 7 400 м                     | 8 260 м                     |
| Час набору висоти       | 3000 м за 7 хв. 50 с.       | 3000 м за 7 хв. 40 с.       |
| Швидкопідйомність       | -                           | 6,58 м/с                    |

### Озброєння
- Кулеметне:1× 7,7 мм кулемет «тип 92»
- Бомбове навантаження:
  - 1 × 800 кг торпеда «тип 91» або
  - 2 × 250 кг бомби або
  - 6 × 60 кг бомб або
  - 1 х 800 кг протипалубна бронебійна бомба, створена на базі снаряда лінкора

## Модифікації

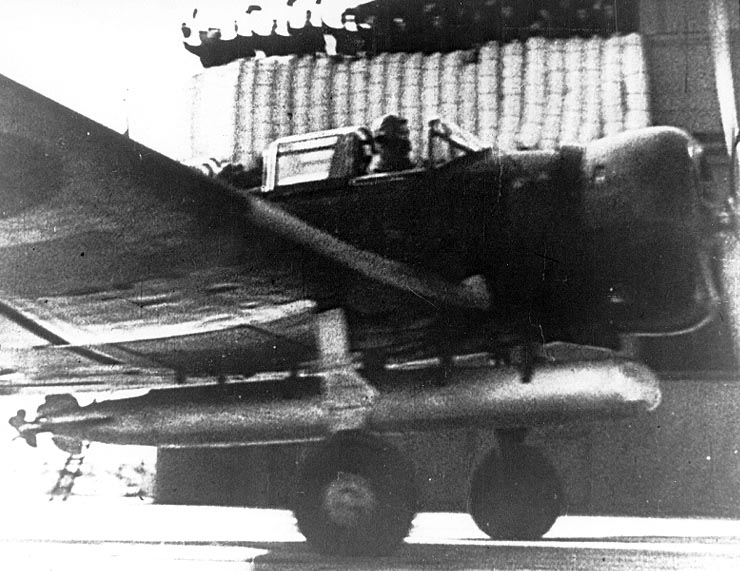
B5N1 злітає з палуби Акаґі під час зйомок японського пропагандиського фільму про атаку на Перл-Гарбор. B5N1, які мали характерний капот двигуна, не брали участі в атаці.

- Type K: прототип
- B5N1: перша серійна модифікація
- B5N1-K: навчальний варіант
- B5N2: вдосконалена модифікація

## Оператори
Японська імперія
- Авіація імперського флоту Японії
  - Авіазагін Хімеджі
  - Авіазагін Омура
  - Авіазагін Уса
  - Авіазагін Хокуто
  - 553-й авіазагін
  - 601-й авіазагін
  - 653-й авіазагін
  - 931-й авіазагін
  - Всі авіаносці

## Галерея

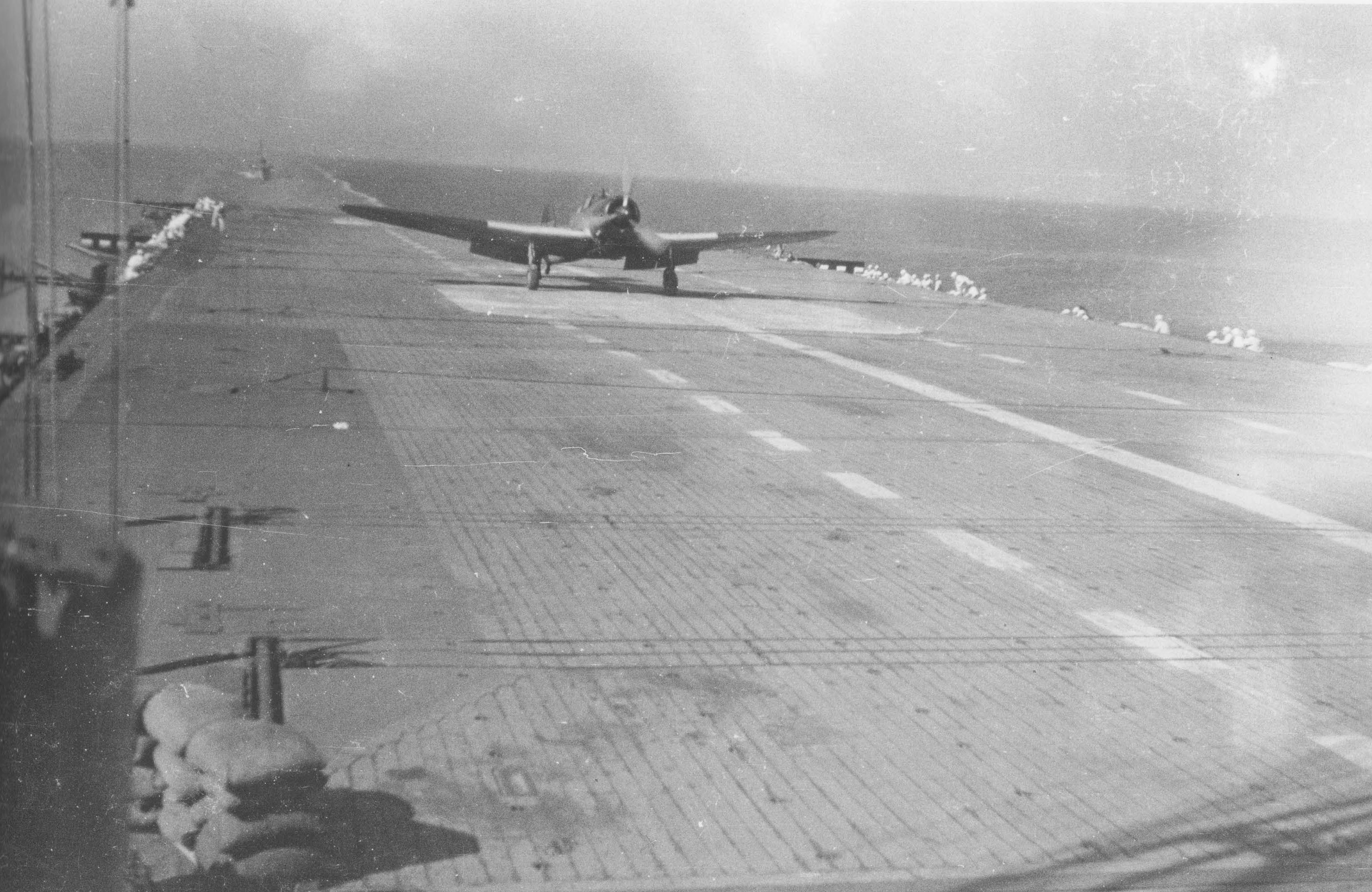
B5N злітає з авіаносця Сьокаку
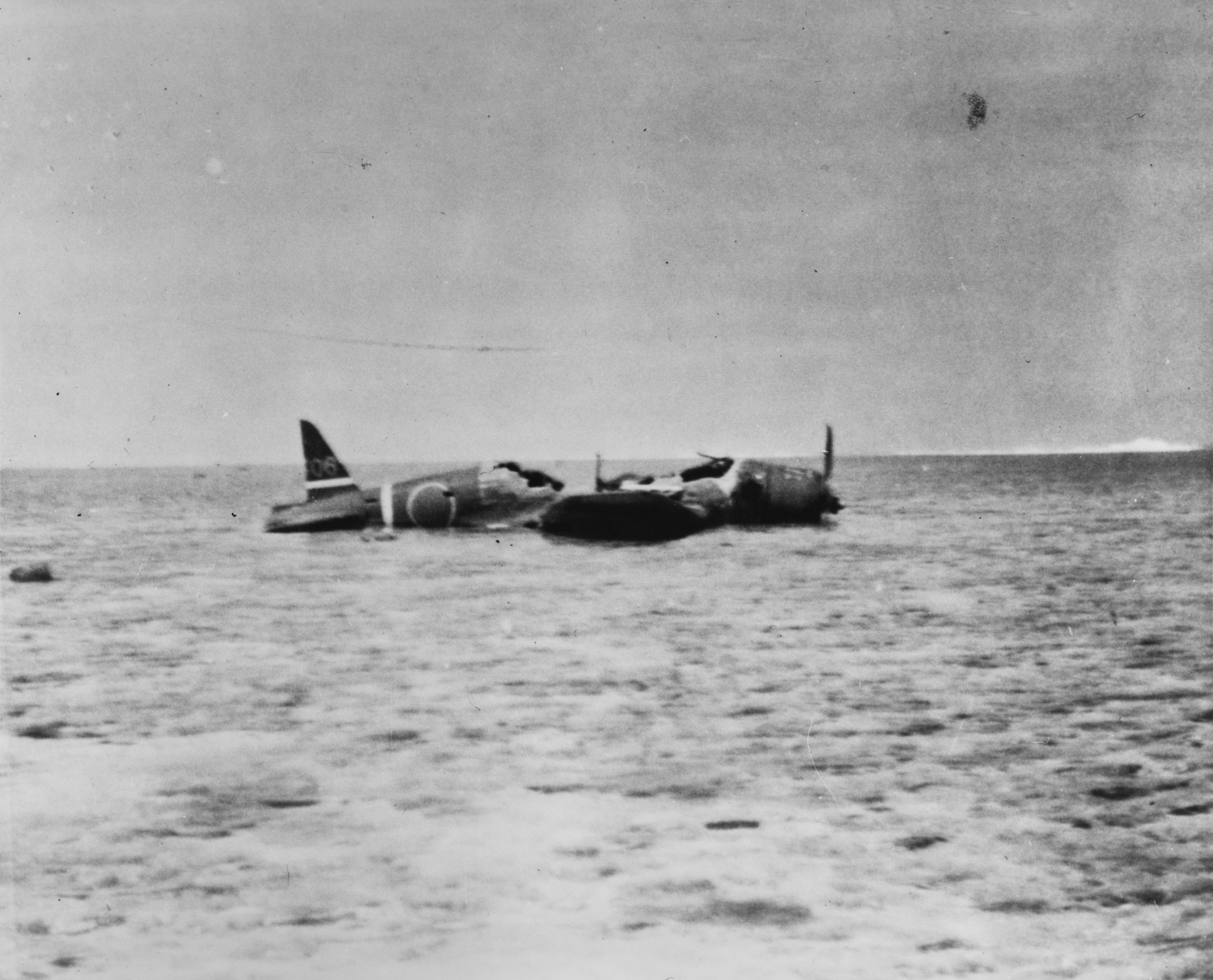
B5N після аварійного приземлення
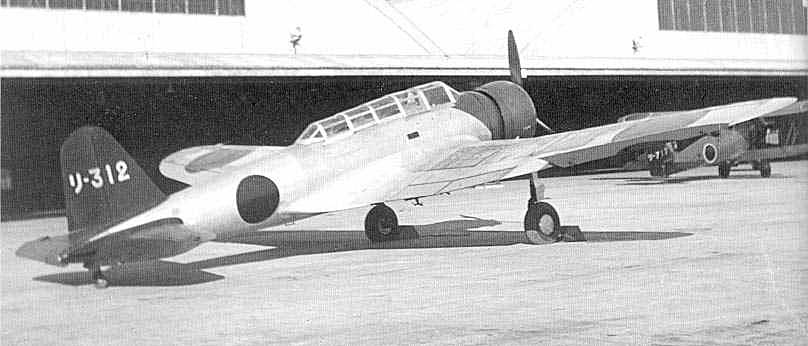
B5N1 в навчальній частині Хакурікара
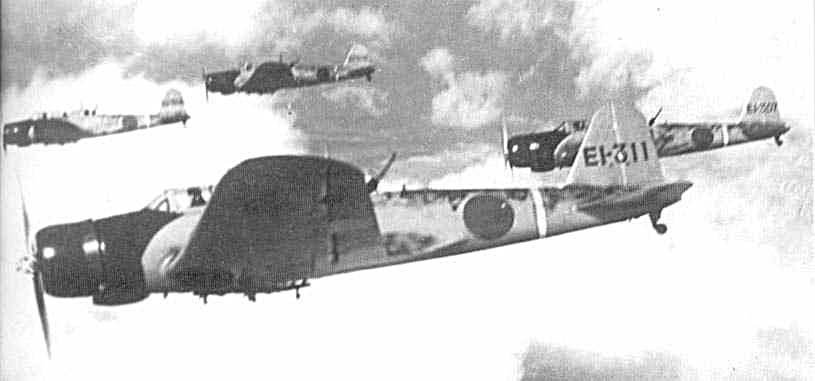
B5N в атаці
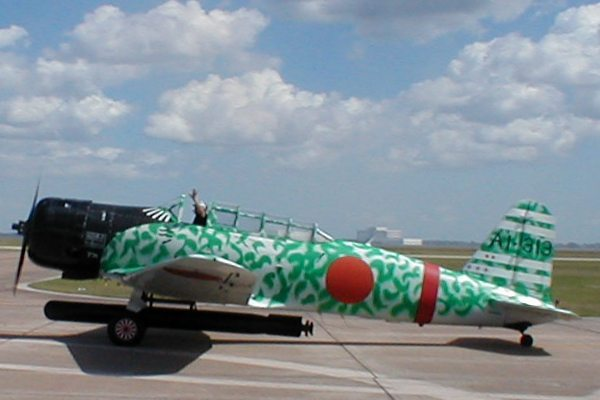
Репліка B5N